# Colapesce (La Capria)
Colapesce è un racconto di Raffaele La Capria pubblicato per la prima volta nel 1974, in un'edizione per ragazzi dedicata alla figlia Alexandra, illustrata da Fulvio Bianconi.

## Genesi dell'opera
Colapesce è una fiaba pubblicata una prima volta nel 1974: un libro per ragazzi, con pagine non numerate e arricchito dalle illustrazioni di Fulvio Bianconi. Venne ripubblicato venticinque anni dopo dall'editore Colonnese, preceduto da una  «Premessa» nella quale l'autore faceva considerazioni sull'occasione che lo aveva indotto a scrivere una fiaba e sulle novità stilistiche dello scritto. Raffaele La Capria ricorda che lo stimolo a scrivere a modo suo una fiaba che aveva attirato in passato l'attenzione di Croce, Calvino e Sciascia, fu il compleanno della figlia  Alexandra, «che ancora non sapeva leggere e che dunque si trovava nella condizione ideale per ascoltare le favole che le inventavo. Mi stava a sentire con una specie di sognante rapimento. [...] Se mia figlia avesse avuto in avvenire qualche inclinazione letteraria e avesse saputo leggere criticamente un libro, si sarebbe accorta che questa piccola favoletta a lei dedicata segna nel complesso dell'opera del suo papà il passaggio dallo stile elaborato e dalla struttura sofisticata dei primi libri [...] a una scrittura più diretta e lineare, più semplice ma non meno meditata, che inizia con Fiori giapponesi e prosegue con La neve del Vesuvio, Capri e non più Capri e i libri venuti dopo».

## Trama
La trama del racconto di La Capria è analoga a quella della fiaba di Colapesce trascritta da Benedetto Croce, Italo Calvino e Leonardo Sciascia, come detto dallo stesso La Capria nella premessa citata poco sopra. 
Cola fin da bambino passava intere giornate in mare nuotando; un giorno sua madre, esasperata, gridò: «Cola Cola! Se tanto ti piace il mare, nel mare devi restare e un pesce devi diventare!» La maledizione ebbe effetto: a poco a poco il corpo di Cola assunse alcune caratteristiche dei pesci, il ragazzo cominciò a sentirsi un pesce riuscendo fra l'altro a stare sott'acqua per ore come i pesci. Qualche tempo dopo Colapesce fu avvistato dai marinai di una nave che trasportava il re di Messina. Il re si incuriosì alla storia di Colapesce; dopo aver visto il giovane liberare l'ancora della nave, che si era incagliata sul fondale a notevole profondità, e recuperare una palla di cannone caduta in mare, il re invitò Colapesce a indagare sulle profondità del mare circostante la Sicilia. Dopo un affascinante e faticoso viaggio attorno all'isola, la settimana dopo Colapesce riferì al re quel che aveva visto: l'isola poggiava su un granito di origine vulcanica, sul fondo del mare «c'erano montagne, valli, caverne e pesci di tutte le specie...». Colapesce non era riuscito però a vedere il fondo del mare antistante Messina; il re gli ordinò di eseguire una nuova immersione. Finalmente dopo una lunghissima discesa Colapesce vide che Messina poggiava su tre colonne: «una era intatta, l'altra era lesionata e la terza era proprio rotta, ne era restato solo un troncone». Il re, nell'apprendere la notizia, sussultò e la sua corona cadde in mare; ordinò pertanto a Colapesce di tornare sul fondo e riportargli indietro la corona. Stanco, questa volta Colapesce non eseguì l'ordine reale e, liberando in mare delle lenticchie, fece credere al re di essere morto. «Ma Colapesce non era morto. Insieme alla tartaruga nuotava libero nel vasto mare, seguito da un nugolo di allegri cefaletti. Era felice, lontano dalla terra, dagli uomini e dai Re».

## Critica
Come detto dall'autore nella «Premessa» aggiunta alla seconda edizione di Colapesce (1998) l'interesse di La Capria in questa favola è soprattutto la semplificazione strutturale, in contrasto con la complessità dell'architettura dei romanzi quali Ferito a morte e Amore e psiche. Notevole in questa fiaba è l'amore dichiarato dall'autore per il mare, comune ad altri personaggi delle sue opere come Massimo De Luca, il protagonista di Ferito a morte; a proposito di quest'ultimo Emma Giammattei scriveva «egli è anche, per la sua passione subacquea, per la sua voglia di sprofondare, nella caccia alla Spigola o alla Donna, la versione moderna di un antico mito locale, caro a Imbriani e a Croce, quello dell'uomo-pesce Niccolò».

## Edizioni
- Raffaele La Capria, Colapesce: favola italiana; raccontata da Raffaele La Capria; illustrata da Fulvio Bianconi, Collezione Le pietre preziose, Milano: A. Mondadori, 1974, senza paginazione
- Raffaele La Capria, Colapesce, II edizione, Collezione Lo specchio di Silvia n. 34, Napoli: Colonnese, 1998, 99 p., ISBN 88-87501-00-9. Questa edizione contiene una "Premessa" di Raffaele La Capria, non presente nella prima edizione.
- Raffaele La Capria, «Colapesce». In: Raffaele La Capria, Opere; a cura e con un saggio introduttivo di Silvio Perrella, Collezione I Meridiani, Milano: A. Mondadori, 2003, pp. 399-428, ISBN 88-04-51361-6
- Raffaele La Capria, Colapesce; illustrazioni di Giosetta Fioroni, Collezione Illustrati, Bagheria: Drago, 2008, 52 p., ISBN 978-88-95082-06-6